# 千本松牧場

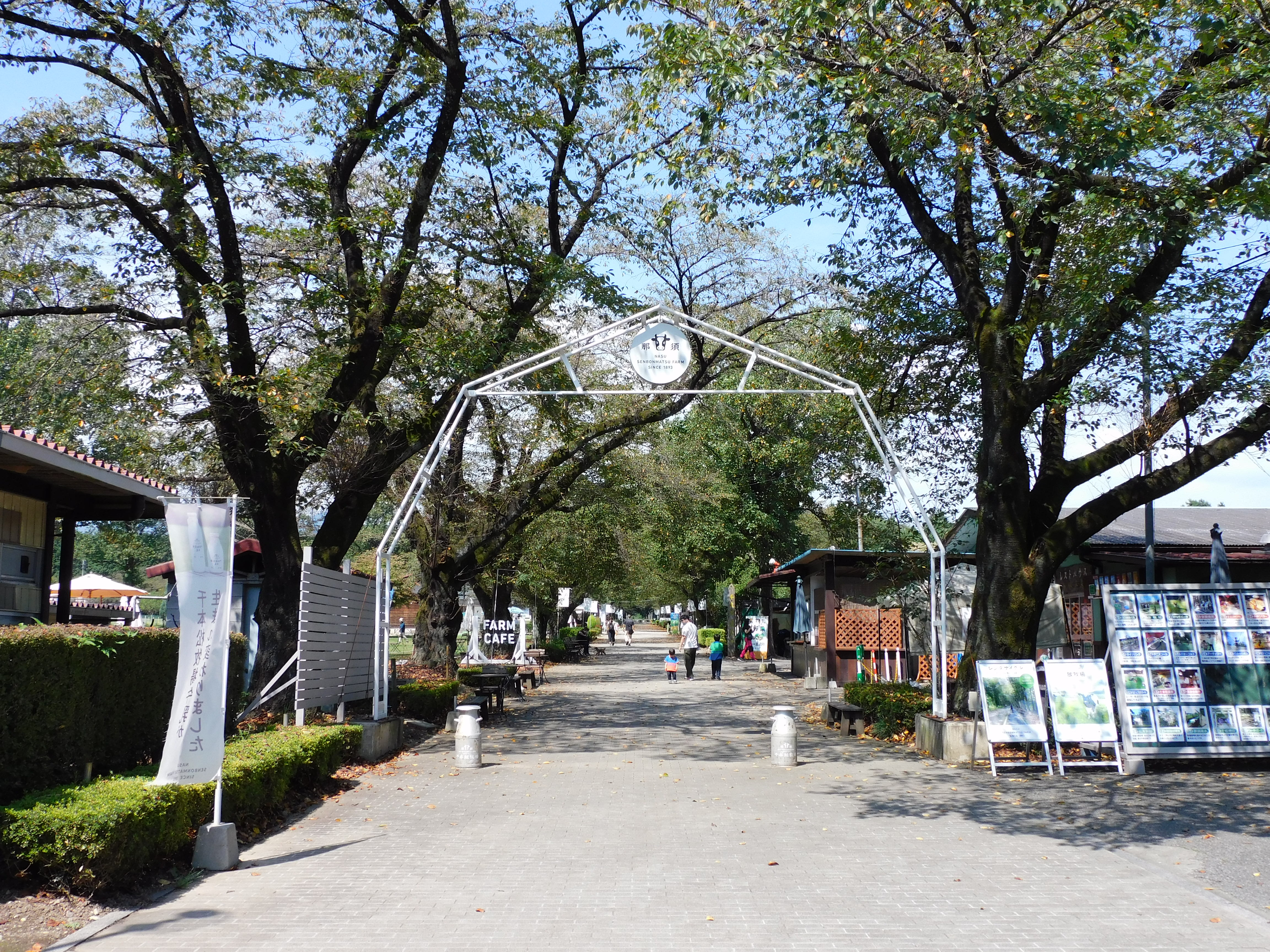
千本松牧場

千本松牧場（せんぼんまつぼくじょう）は、栃木県那須塩原市に存在する牧場。那珂川水系の扇状地である那須野が原の西半部の標高320から380メートルの台地の一角にある北関東有数の観光牧場である。

## 概要

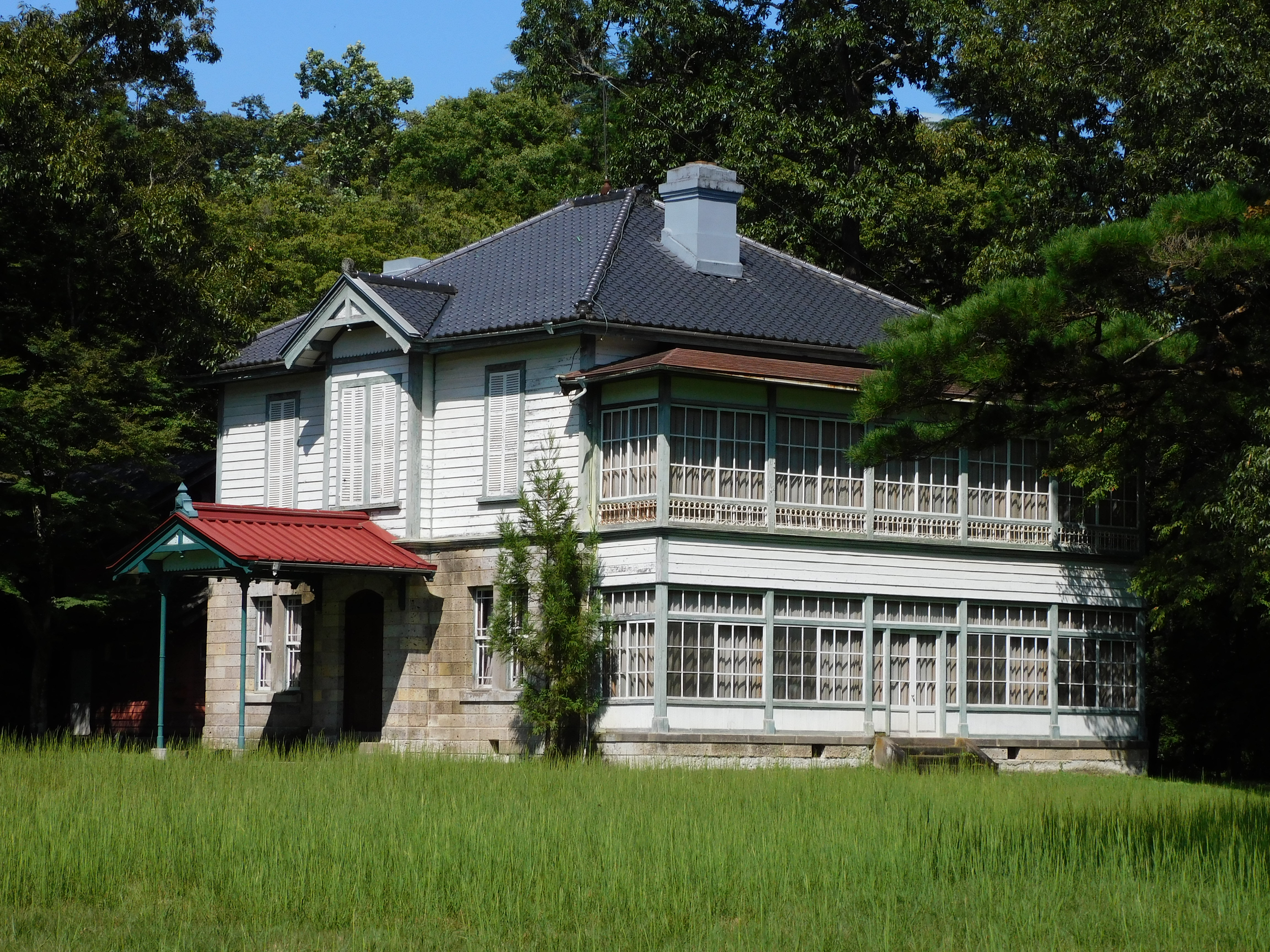
松方別邸（萬歳閣）

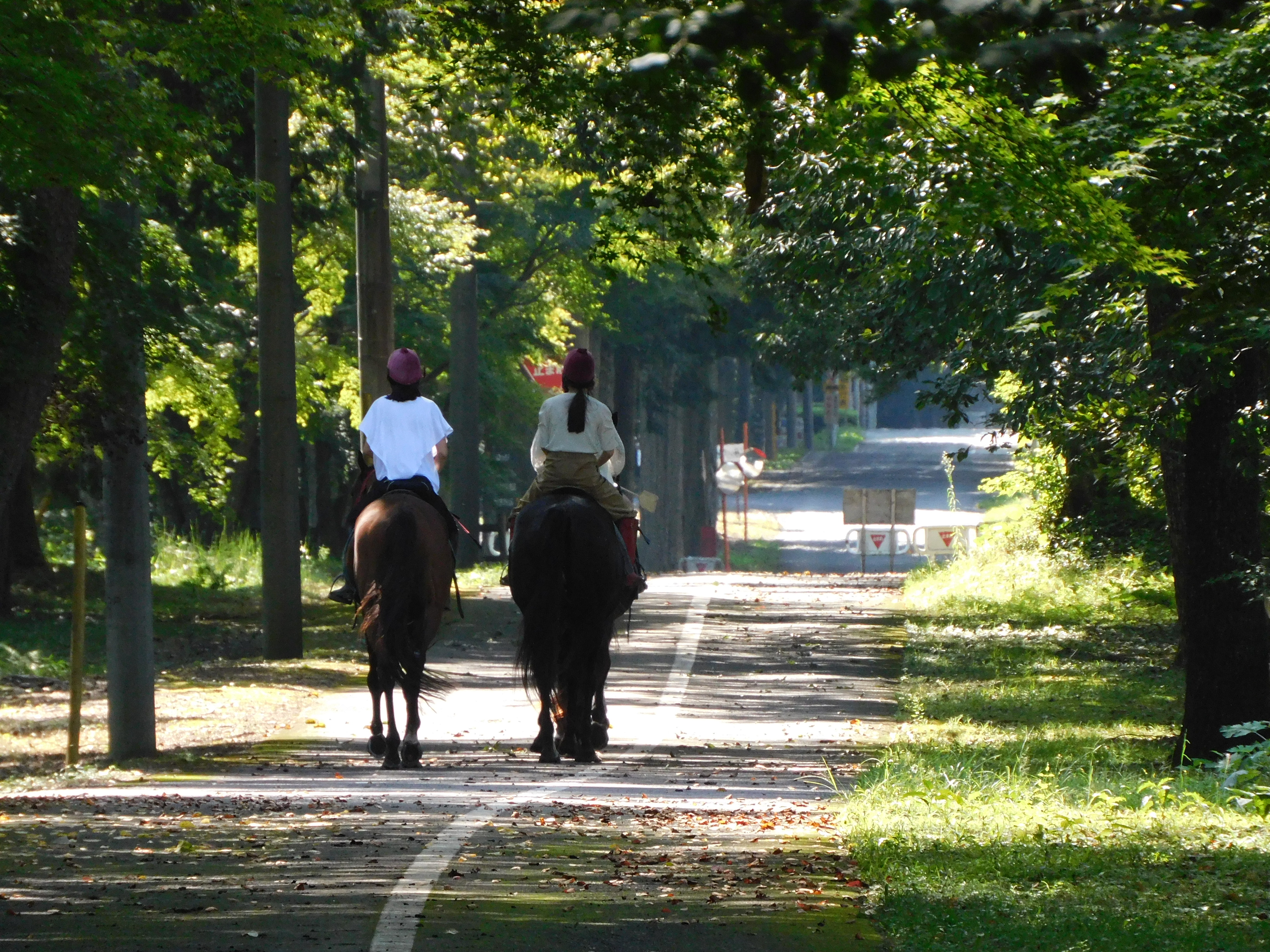
乗馬体験

那須野が原開拓の一環として1902年、松方正義が那須開墾社から土地を譲り受けて開場。那須地方において、大型機械を投入する欧米式の農場経営の先駆的存在となった。牧場の名前の由来は、当時、周囲に多数自生していたアカマツ林から採られた。その後、1928年に蓬莱殖産株式会社（現：ホウライ株式会社）に移管する。太平洋戦争後に酪農へ進出。1964年にジンギスカン料理の提供を始めて観光牧場としての面を強め、1980年代以降、東北自動車道が延伸を続ける西那須野塩原インターチェンジの直近という立地条件から人気が高まった。体験型農業施設、飲食、農産物などの物販を行っているほか、遊具などを置いている。熱気球や乗馬・馬車の体験、温泉入浴なども楽しめ、年間80〜90万人程度が訪れる。2000年代においても牧場としての事業は継続中であり、200haを超える牧草地と500頭を超える乳牛を有し、日産8tの生乳を生産している。
国道400号に面しており行楽シーズンには観光客でにぎわう。

## 近隣の施設
- 農業・食品産業技術総合研究機構畜産研究部門那須塩原研究拠点（旧・畜産草地研究所那須試験場）
- 栃木県酪農試験場
- 那須野が原公園
- 松方別邸（萬歳閣）